# كأس إنترتوتو 1999
كأس إنترتوتو 1999 (بالإنجليزية: 1999 UEFA Intertoto Cup)‏ هو موسم من كأس إنترتوتو. أقيم خلال الفترة 19 يونيو 1999 وحتى 24 أغسطس 1999، وبمشاركة  60 فريقاً، وفاز فيه يوفنتوس، ووست هام يونايتد، ونادي مونبلييه.